# Nữ Hướng đạo
Nữ Hướng đạo (Girl Guides hay Girl Scouts) là một phong trào song hành với Hướng đạo. Khi Hướng đạo được Robert Baden-Powell thành lập vào năm 1907, ý định thành lập nó là chỉ dành cho nam. Vào đầu năm 1909, các bé gái muốn gia nhập vào các nhóm Hướng đạo. Baden-Powell bác bỏ ý nguyện này và yêu cầu em gái của ông là Agnes khởi sự một phong trào song hành dành riêng cho nữ. Những nhân vật khác có tầm ảnh hưởng gồm có Juliette Low sáng lập ra Hội Nữ Hướng đạo Mỹ, Olga Malkowska tại Ba Lan và Antoinette Butte tại Pháp.
Các chương trình đầu tiên dành cho Nữ Hướng đạo bao gồm giáo dục trẻ em nữ về kinh tế gia đình với các đề tài như dinh dưỡng, nấu ăn hoặc y tá cũng như cắm trại, đi thuyền buồm, nút dây và liên lạc bằng tín hiệu. Ngày nay, đa số các chương trình Hướng đạo và Nữ Hướng đạo thì tương tự nhau.
Trong khi đa số các tổ chức Hướng đạo trên thế giới trở thành đồng giáo dục (có nam và nữ cùng chung một đơn vị), Nữ Hướng đạo vẫn còn tồn tại một cách riêng biệt tại nhiều quốc gia để mang đến các chương trình trọng tâm nữ giới. Trên phạm vi thế giới thì Nữ Hướng đạo được Hội Nữ Hướng đạo Thế giới quản trị. Hội Nữ Hướng đạo Thế giới lãnh đạo các tổ chức thành viên tại 144 quốc gia.